# УикиРанк
УикиРанк (на английски: WikiRank) е онлайн услуга за автоматична относителна оценка и сравнение на статии в различни езикови версии на Уикипедия. Разработена е през 2015 г., от беларуски и полски изследователи. През 2018 г. обработените данни за рейтинг на статии в Уикипедия са над 37 млн.

## История
В научните статии услугата се споменава за пръв път през 2015 г. Една от научните статии, описващи резултатите от оценката на качеството чрез услугата УикиРанк, e призната за едно от най-важните открития на Уикипедия и на други проекти на Уикимедия в периода от 2017 до 2018 г.
УикиРанк е разработен въз основа на научни изследвания на учени от Беларус и Полша. Първоначално услугата позволява сравнение на качеството на статиите в 7 езикови версии, а по-късно – на повече от 50 главни езикови версии на Уикипедия.